# Pellorneum pyrrogenys
A Pellorneum pyrrogenys a madarak osztályának verébalakúak (Passeriformes) rendjébe és a Pellorneidae családjába tartozó faj.

## Rendszerezése
A fajt Coenraad Jacob Temminck holland arisztokrata és zoológus írta le 1827-ben, a Myiothera nembe Myiothera pyrrogenys néven. Besorolása vitatott, egyes szervezetek, a Trichastoma nembe sorolják Trichastoma pyrrogenys néven

## Alfajai
- Pellorneum pyrrogenys canicapillus (Sharpe, 1887)
- Pellorneum pyrrogenys erythrote (Sharpe, 1883)
- Pellorneum pyrrogenys longstaffi (Harrisson & Hartley, 1934)
- Pellorneum pyrrogenys pyrrogenys (Temminck, 1827)[2]

## Előfordulása
Délkelet-Ázsiában, Indonézia és Malajzia területén honos. A természetes élőhelye a szubtrópusi vagy trópusi síkvidéki és hegyi esőerdők. Állandó, nem vonuló faj.

## Megjelenése
Testhossza 15 centiméter.

## Életmódja
Hangyákkal és nagyobb rovarokkal táplálkozik.